# Cymbidium iridioides
Cymbidium iridioides D.Don 1825, es una especie de orquídea epífita o litófita originaria del sur y sudeste de Asia.

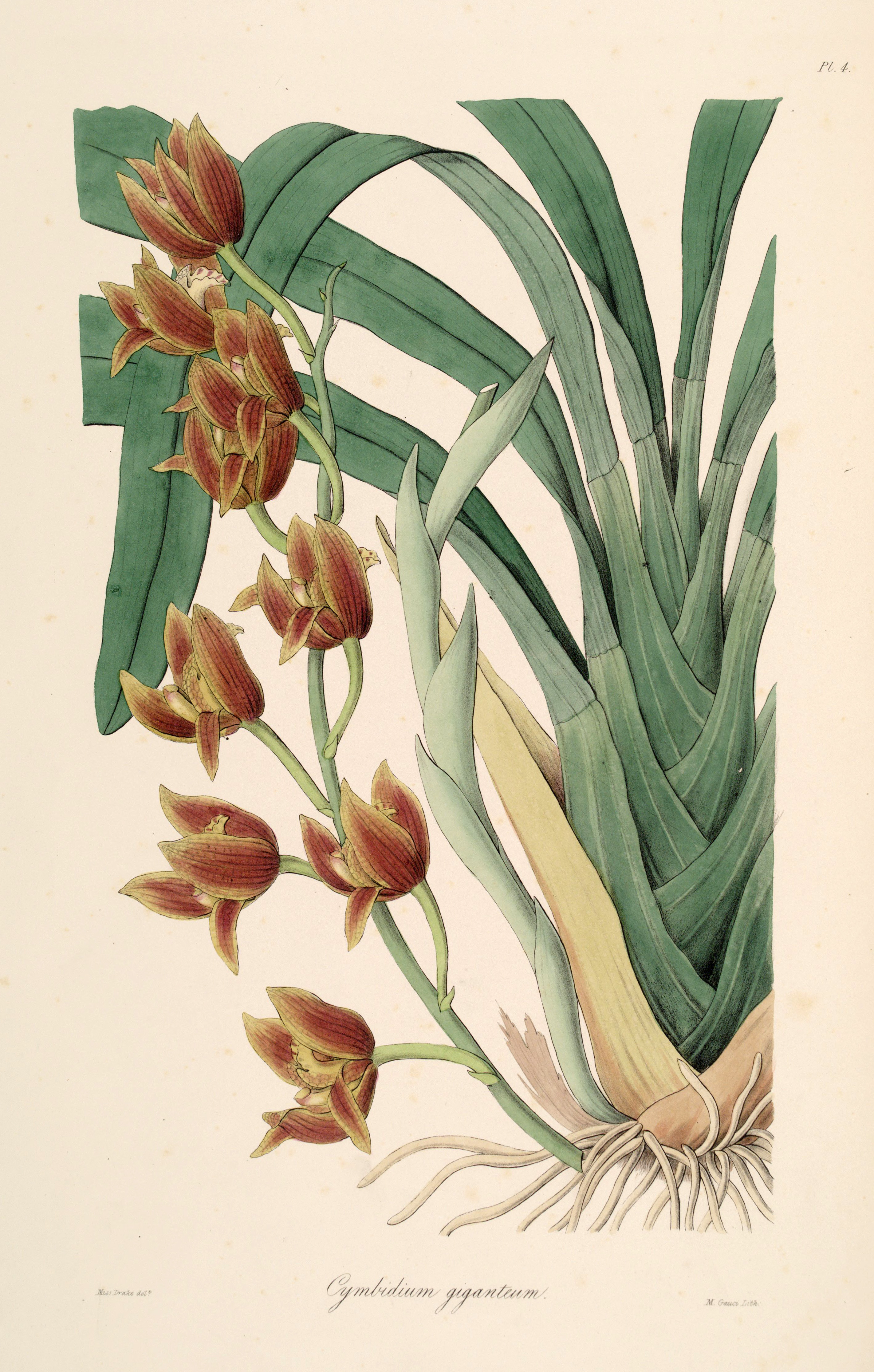
Ilustración

## Descripción
Es una especie de orquídea de tamaño grande, que prefiere clima cálido a  frío , es epífita o litófita  con pseudobulbo  corto, comprimido y envuelto en la base y con 4 a 7 hojas estrechamente lanceoladas a linear-lanceoladas, acuminadas. Florece en una inflorescencia suberecta u horizontal de + 90 cm de largo, en forma de racimo con 4 a 10 flores de 7,5 a 10 cm de longitud, de larga duración y  ligeramente fragantes. La floración se produce en el verano y otoño.

## Distribución y hábitat
Esta especie se distribuye por el Himalaya chino, Assam, India, el este de los Himalayas, Nepal, el Himalaya occidental, Birmania y Vietnam y se encuentra a una altitud de 1000-2400 metros.

## Taxonomía
Cymbidium iridioides fue descrita por David Don   y publicado en Prodromus Florae Nepalensis 36. 1825.
Etimología
El nombre deriva de la palabra griega kumbos, que significa "agujero, cavidad".  Este se refiere a la forma de la base del labio. Según otros estudiosos derivaría del griego "Kimbe = barco" por la forma de barco que asume el labelo.
iridioides: epíteto
Sinonimia
- Cymbidium giganteum Wall. ex Lindl. 1833;
- Cyperorchis gigantea (Blume) Schltr. 1924;
- Iridorchis gigantea Lindl. Blume ;
- Limodorum longifolium Buch.-Ham. ex Lindl. 1833[1][3][4]

## Nombre común
- Castellano: Cymbidium lirio